# Avivamento do País de Gales
De acordo com alguns estudiosos, o avivamento no País de Gales, um minúsculo principado da Grã-Bretanha, que ocorreu de 1904 a 1905, foi um dos maiores avivamentos na história, dado o curto tempo de duração e o impacto que causou, não só nas regiões circunvizinhas, mas através do mundo inteiro. Sem dúvida alguma, foi um dos grandes acontecimentos que viriam a marcar significativamente o início do século XX.

## Evan Roberts e o avivamento

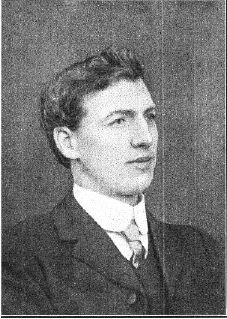

O avivamento de Gales foi um dos mais impressionantes moveres de Deus de todos os tempos. Em poucos meses de avivamento, um país inteiro foi transformado, mais de cem mil pessoas aceitaram o Senhor Jesus como seu Senhor e Salvador, e a notícia foi espalhada ao redor do mundo.
O avivamento começou em outubro de 1904 na pequena cidade de Loughor, com Evan Roberts, um jovem de 26 anos. Wesley Duewel conta sobre o início do avivamento no seu livro "O Fogo do Reavivamento":
Os historiadores geralmente se referem ao reavivamento que começou na aldeia de Loughor no País de Gales como o ponto inicial do reavivamento. Evan Roberts foi o instrumento usado por Deus para inaugurar o reavivamento de 1904. Em 1891, aos treze anos de idade, Roberts começou a ter fome e sede, e orar por duas coisas importantes: para que Deus o enchesse com o Seu Espírito, e para que Deus enviasse o reavivamento ao País de Gales. Roberts fez talvez o maior investimento no banco de oração de Deus a favor do reavivamento que o Senhor desejava enviar. E talvez fosse essa a razão de Deus ter começado a onda internacional de reavivamentos no País de Gales – através de Evan Roberts.
Ao contrário da maioria dos cristãos em Gales, que eram indiferentes e acomodados, Evan estava sempre insatisfeito com o nível de vida espiritual que tinha, sempre buscando ansiosamente por algo maior. Ao ver a sede do jovem, um diácono de sua igreja o aconselhou a não perder uma reunião de oração sequer, pois poderia acontecer de o Espírito Santo chegar quando ele não estivesse presente. Por isso, todas as noites da semana, Evan estava em uma reunião de oração ou estudo bíblico nas redondezas. Durante treze anos (da idade de 13 até os 26 anos), ele fez isso, orando com perseverança por um avivamento.
Com a idade de dezenove anos, Evan estava numa montanha em Gales, contemplando o vale embaixo e recitando a oração do Pai-Nosso em voz alta. Quando chegou às palavras: “Venha o teu reino”, ele ficou tão comovido que não conseguiu mais falar. Ficou parado ali, enquanto as palavras martelavam no seu interior: “Venha o teu reino, venha o teu reino”. Seu coração era assim sensível ao toque de Deus.
Evan Roberts tinha acabado de começar a cursar o seminário quando teve uma visão na qual Deus o chamava para voltar à sua pequena cidade e pregar para os jovens da sua igreja. Roberts já tivera outras experiências com Deus e estava convencido que Ele estava prestes a derramar um poderoso avivamento sobre o país de Gales. Mesmo assim, podemos imaginar que não foi fácil para ele voltar para casa depois de apenas quinze dias no seminário. Mas, na noite de domingo, 30 de outubro de 1904, durante o culto, Roberts teve uma visão dos seus amigos de infância e entendia que Deus estava falando para ele voltar para casa e evangelizar-los.
No dia seguinte Evan Roberts reuniu os jovens da igreja e começou a passar a sua visão para o avivamento. Ele ensinou que o povo orasse uma oração simples: "Envia o Espírito Santo agora, em nome de Jesus Cristo". Roberts também enfatizou quatro pontos fundamentais para o avivamento:
- A confissão aberta de qualquer pecado não confessado
- O abandono de qualquer ato duvidoso
- A necessidade de obedecer prontamente tudo que o Espírito Santo ordenasse
- A confissão de Cristo abertamente.

Os cultos continuavam todos os dias e o fogo do avivamento começou a espalhar-se pela região.
Na primeira manhã daquela semana milagrosa, as pessoas se juntavam em grupos na rua principal de Gorseinon e a pergunta principal nos seus lábios foi, "Como você se sente agora? Você não se sente esquisito?" Nas suas mentes estavam gravadas as cenas dos cultos do Domingo quando, em cada capela, muitas pessoas pareciam ser subjugadas. As cenas se repetiam a cada dia e a alegria de Evan aumentou. O Reverendo Mathry Morgan de Llanon visitou uma noite e viu o avivalista "que quase dançava com alegria por causa de um que estava orando fervorosamente e que estava rindo enquanto orava, por ter ficado consciente que suas súplicas estavam prevalecendo. Mr Roberts mostrou sinais animados de uma alegria triunfante, em concordância com ele. Glórias a Deus por uma religião alegre."

## Outra peça-chave
Uma outra pessoa que teve uma parte importante no início do avivamento foi um evangelista presbiteriano, chamado Seth Joshua. Preocupado com a ênfase que era dada ao conhecimento acadêmico e com a falta de vida espiritual, ele começou a orar para que Deus mandasse um avivamento a Gales. Muitos anos depois, seu filho Peter contou como teve oportunidade de ouvir a oração do pai.
Um dia, resolvi matar aula e fui para um parque para brincar. Chegando lá, vi meu pai andando no parque e escondi-me por trás dos arbustos. Quando ele se aproximou, fiquei assustado por ver que estava chorando (algo que achei que ele jamais faria). Ele estava dizendo: “Por favor, Deus, dá-me Gales”, e continuou repetindo essa súplica enquanto eu podia ouvi-lo.
Porém, além de pedir um avivamento para Gales, Seth Joshua estava fazendo uma outra oração a Deus por algo bastante incomum. Ele estava pedindo para que Deus levantasse um moço das minas de carvão ou dos campos de lavoura, não de Cambridge ou Oxford (assim como chamara a Eliseu enquanto lavrava a terra), para despertar o povo de Deus e levá-lo de volta à sua presença. Nem imaginava que ele mesmo teria um papel neste chamado.

## O avivamento
Desse pequeno começo, um grande avivamento começou a varrer o norte do país de Gales. Cultos de avivamento começaram espontaneamente, muitas vezes antes da chegada do avivalista. A maioria dos líderes e ministros do avivamento foram jovens e adolescentes:
Evan Roberts tinha apenas vinte e seis anos de idade quando irrompeu o avivamento. Sua irmã, Mary, que foi uma parte tão importante da obra, tinha dezesseis. Seu irmão Dan e o futuro marido de Mary, Sydney Evans, estavam ambos com cerca de vinte anos. As "Irmãs Cantoras", que foram usadas grandemente, estavam entre as idades de dezoito e vinte e dois anos. Milhares de jovens se converteram e eram imediatamente enviados por toda a terra testificando da glória de Deus. Criancinhas tinham suas próprias reuniões de oração e testemunhavam ousadamente aos pecadores mais endurecidos. As capelas ficavam superlotadas de jovens.
O avivamento resultou na conversão de muitos jovens, que logo se empenharam na obra de evangelização. Crianças também foram usadas poderosamente no avivamento, ganhando muitos almas para Jesus. Novos convertidos lideravam grandes reuniões de oração e estudos Bíblicos.
Durante o avivamento os cultos continuavam quase sem parar, e a presença de Deus foi manifesta de uma forma especial. Grandes congregações, de até milhares de pessoas, foram movidos pelo Espírito a "cair aos pés simultaneamente para adorar em uníssono"; às vezes a glória do Senhor brilhava dos púlpitos com uma luz tão forte que "os evangelistas ou pastores fugiam dela para não serem completamente arrebatados".
Um jornalista de Londres que assistiu às reuniões ficou surpreso ao ver como os cultos prosseguiam quase sem liderança ou orientação humana. Hinos, leitura da Palavra, oração, testemunhos dos convertidos e breves exortações por várias pessoas sucediam-se segundo o Espírito guiava. Os grandes hinos da igreja eram cantados durante três quartos da reunião; a ordem reinava, embora mil ou duas mil pessoas estivessem presentes. Se alguém se demorava muito na exortação, outra pessoa começava um hino. Evan Roberts insistia continuamente: "Obedeçam ao Espírito", e o Espírito mantinha a reunião pacífica e ordeira.
O Reverendo R B Jones descreveu um culto, onde ele pregou a mensagem da salvação:
"Como um só homem, primeiro com um suspiro de alívio e depois com um grito de alegria delirante, toda a audiência ficou de pé... Todo recinto naquele momento parecia terrível com a glória de Deus – usamos a palavra 'terrível' deliberadamente; a presença santa de Deus era tão manifesta que o próprio orador sentiu-se dominado por ela; o púlpito onde se encontrava estava tão cheio com a luz de Deus que ele teve de retirar-se!"
Os efeitos do avivamento estenderam-se muito além dos cultos e reuniões de oração. Os bares e cinemas fecharam, as livrarias evangélicas venderam todos os seus estoques de Bíblias. O avivamento tornou-se manchete nos principais jornais do país. A presença de Deus "parecia ser universal e inevitável", invadindo não somente as igrejas e reuniões de oração, mas se manifestando também "nas ruas, nos trens, nos lares e nas tavernas" .
"Em muitos casos, os fregueses entravam nas tavernas, pediam bebidas e depois davam meia-volta e saíam, deixando-as intocadas no balcão. O sentimento da presença de Deus era tal que praticamente paralisava o braço que ia levar o copo à boca."
Evan Roberts trabalhou sem parar no avivamento. Ele não queria que as pessoas olhassem para ele, e muitas vezes ficava calado durante os cultos, preferindo que o Espírito Santo os dirigisse. Ele raramente falava com os jornalistas que vinham para escrever sobre o avivamento, e não permitia que tirassem fotografias dele.

## O fim?
Infelizmente, Evan, o "catalisador principal" do avivamento, não cuidou da sua própria saúde, tirando o tempo necessário para descansar. Ele começou a se sentir fisicamente exausto, vindo finalmente a ter um colapso, e em abril de 1906 retirou-se para a casa do Sr. e Sra. Penn-Lewis na Inglaterra. Evan nunca mais exerceu seu ministério de avivalista, e sem sua liderança, o avivamento logo se apagou.
Rick Joyner, no seu livro "O Mundo em Chamas", fala sobre o papel da Sra Jessie Penn-Lewis na vida do avivalista:
Parece provável que Jessie Penn-lewis tenha exercido uma parte significativa em levar o grande Avivamento do País de Gales a um fim prematuro, embora ela parecesse ter a melhor das intenções. Os relatos foram de que ela convenceu Evan Roberts a retirar-se do avivamento, porque achava que ele estava recebendo muita atenção, a qual deveria ir apenas para o Senhor...
Seria desonesto incriminar Jessie Penn-Lewis como a única mão que interrompeu o Avivamento Galês, embora muitos amigos e colaboradores de Evan Roberts tenham feito exatamente essa acusação. Evan Roberts deixou a obra e foi viver na casa de Penn-Lewis, onde ele se tornou efetivamente um eremita espiritual, nunca mais usado no ministério...
Depois de sair da liderança do avivamento, com sua saúde bastante enfraquecida, Evan Roberts viveu uma vida de intercessão, escrevendo matérias para revistas evangélicas, e recebendo visitas. Alguns anos depois, junto com a Jesse Penn-Lewis, ele escreveu o livro "War on the Saints" (Guerra contra os Santos), em qual ele criticou o avivamento. Menos que um ano depois do lançamento do livro, Roberts o descreveu como sendo uma "arma falhada que tinha confundido e dividido o povo do Senhor."
O avivamento no país de Gales durou apenas nove meses, porém neste tempo marcou o mundo. Os frutos, os resultados do avivamento, foram bons: uma pesquisa feita seis anos depois do avivamento descobriu que 80% dos convertidos continuavam sendo membros das mesmas igrejas onde tiveram se convertido. Porém, isso não significa que os outro 20% tivessem se desviado, porque muitos se mudaram para missões independentes ou novas denominações.

## A continuidade
O Avivamento Galês teve uma continuidade, influenciando outros grandes avivamentos e avivalistas pelo mundo, bem como  O Avivamento da Rua Azusa e o avivamento na Coréia.